# Süan-wu-chu
Süan-wu-chu neboli jezero Süan-wu (čínsky pchin-jinem Xuánwǔ hú, znaky 玄武湖) je jezero ležící v městském obvodu Süan-wu ne severovýchodě centra Nankingu v provincii Ťiang-su Čínské lidové republiky, blízko Nankingského nádraží a chrámu Ťi-ming.
Nankingské hradby z mingské doby tvoří hranici jezerního parku z jihu a východu. Jezero má rozlohu 444 hektarů a obvod 15 km. Podle místní legendy byl v jezeře viděn černý drak, v taoistické víře vodní bůh Süan-wu, po němž dostalo jezero jméno.

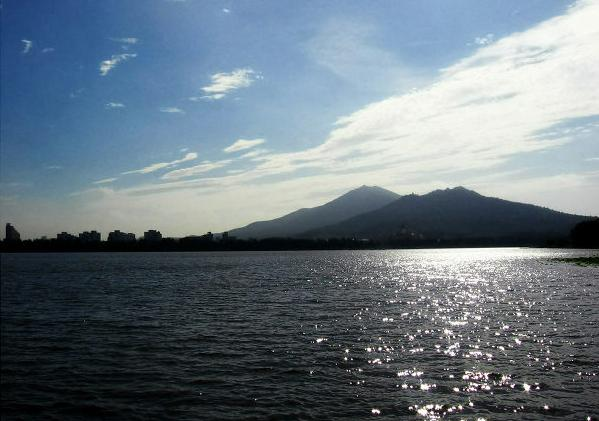
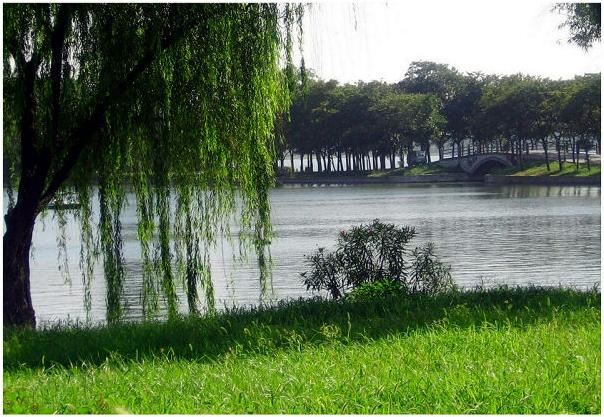
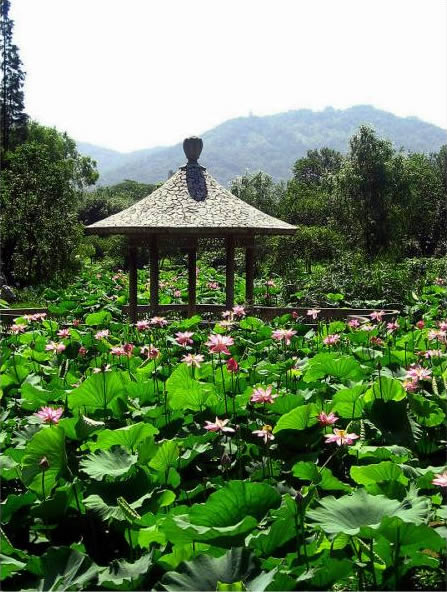
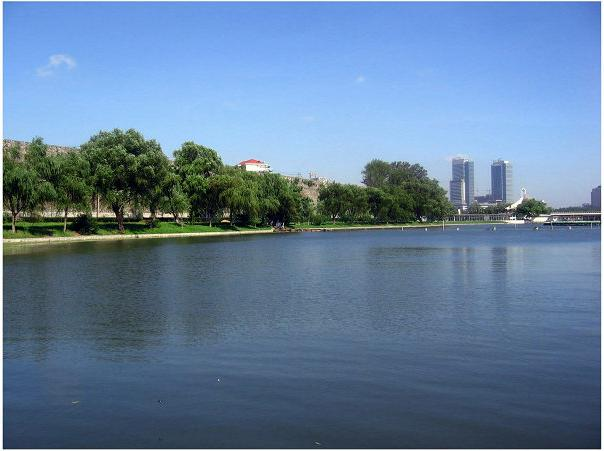
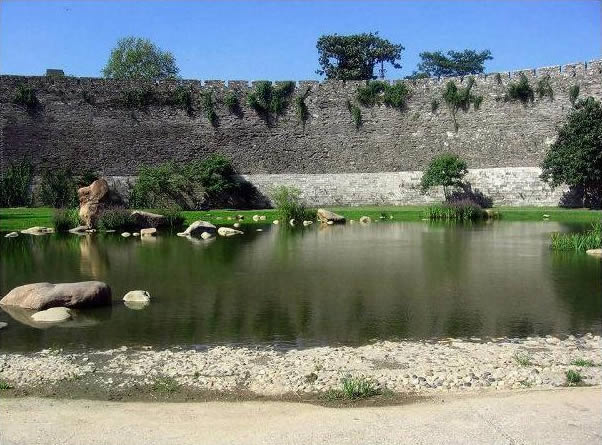
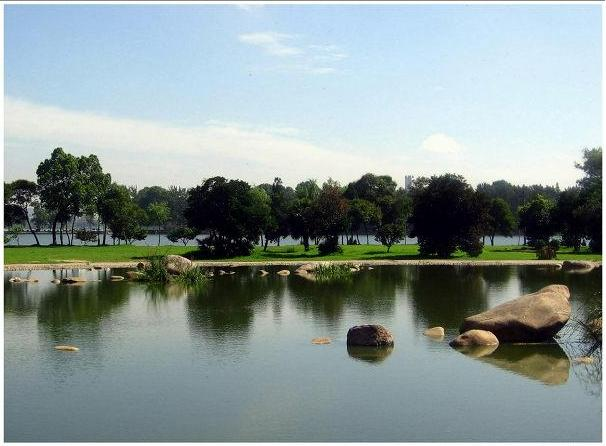